# Мельник, Сергей Анатольевич
Серге́й Анато́льевич Ме́льник (укр. Сергій Анатолійович Мельник; род. 4 сентября 1988, Одесса) — украинский футболист, защитник.
В период 2014—2015 гг. снимался в пятом сезоне реалити-шоу «Холостяк» на украинском телеканале СТБ, в качестве главного героя программы.

## Игровая карьера
В детстве до семи лет занимался акробатикой. Затем около трёх лет занимался в футбольной секции у тренера В. З. Зубкова. Потом продолжил обучение в ДЮСШ «Спартак» им. И. Беланова (тренер — К. В. Фролов). В детско-юношеской школе играл на позициях левого, опорного полузащитника, затем перешёл на позицию центрального защитника (в паре с Егором Бедным), затем правого, а позже и левого защитника.
После завершения обучения играл в составе команды «Черноморец-2» в любительских турнирах. С июля 2006 года — игрок «Черноморца». В дубле дебютировал в выездном матче против киевского «Динамо». Матч против киевлян, в составе которых на поле вышли Дмитрулин, Шацких, Ринкон, Ещенко, Пеев, Алиев, Белькевич и Рыбка, был выигран молодыми «моряками» со счётом 1:0. Всего же за дубль «моряков» в первенствах дублёров и молодёжи сыграл 84 матча, забил 3 гола, несколько лет был капитаном команды. В сезонах 2006/07 и 2008/09 становился бронзовым призёром первенств Украины среди дублирующих и молодёжных команд соответственно.
В основном составе одесситов дебютировал 26 мая 2009 года в последней игре чемпионата Премьер-лиги сезона 2008/09 против запорожского «Металлурга», заменив на 61 минуте матча Александра Яценко. В следующий раз Мельник вышел в составе «моряков» в конце матча против киевского «Динамо» и оказался в центре эпизода, решившего исход встречи. Мяч выскочил в сторону ворот, где Айила Юссуф смог опередить футболиста и забить единственный гол. Всего за «Черноморец» сыграл за 3 сезона 4 матча в высшем и 2 в первом дивизионе. В 2011 году выступал на правах аренды в овидиопольском «Днестре», а затем в ФК «Одесса». Весной 2012 года разорвал контракт с одесситами по обоюдному согласию.
Посетив несколько просмотров, Мельник принял предложение продолжить карьеру в винницкой «Ниве», где выступали также его знакомые по играм в одесской команде Бедный, Владов, Пицык и Ганев. Под руководством тренеров Остапенко и одессита Гайдаржи винничане, имея нестабильное финансовое положение и неясность в том, что будет с командой дальше, выполнили задачу сохранения места в первой лиге, после чего Мельник занялся поиском нового клуба.
Летом 2012 года главный тренер ПФК «Сумы» Игорь Захаряк пригласил Мельника в свою команду. Отыграв сезон в Сумах, футболист перешёл в клуб белорусской высшей лиги «Торпедо-БелАЗ». Присоединившись к команде в июле, Мельник уже в сентябре получил в матче с «Шахтёром» тяжёлую травму крестообразных связок, из-за которой он выбыл из строя до конца чемпионата. Процесс реабилитации после операции проходил на Украине в Днепропетровске и Одессе. Восстановившись после травмы, в январе следующего года защитник вернулся к тренировкам вместе с одноклубниками. После возвращения на поле стал одним из основных игроков жодинцев. 31 июля 2015 года из-за окончания контракта покинул «Торпедо-Белаз» и вскоре стал игроком «Витебска».
В марте 2016 года стал игроком клуба «Милсами».

## Позиция на поле
Основной для Мельника позицией на поле является место центрального защитника. Долгое время, когда в этом была необходимость, играл правого и левого защитника.

## Вне футбола
- Семья: отец — Анатолий Савельевич, машинист, пенсионер; мать — Ирина Юрьевна, инженер по охране труда; брат Андрей, сестра Марина[21].
- Образование: Украинская государственная академия железнодорожного транспорта (факультет управления процессами перевозок)[21].
- В период 2014—2015 гг. снимался в пятом сезоне реалити-шоу «Холостяк» на украинском телеканале СТБ, в качестве главного героя программы[3]. Победительницей шоу и избранницей Сергея стала Марина Кищук из г. Глухова. Пара рассталась спустя полгода после выхода финала шоу.
- В 2020 году Сергей пробует себя в качестве участника проекта «Танцы со звёздами». Его партнёршей стала танцовщица Аделина Дели. Пара заняла 4-е место, покинув проект за два шага до финала.